# لوئیجی ماریا بوروآنو
لوئیجی ماریا بوروآنو (ایتالیایی: Luigi Maria Burruano؛ ‏ ۲۲ آوریل ۱۹۴۵ – ۱۰ سپتامبر ۲۰۱۷) بازیگر اهل ایتالیا بود.
از فیلم‌ها یا مجموعه‌های تلویزیونی که وی در آن نقش داشته‌است، می‌توان به افسون، بنزین، باریا، و اینک سکس، ستاره‌ساز، هیچ‌کجا، به کجا می‌روی، عزیزم؟، مارشال روکا، جنایت‌های غیرحرفه‌ای، حریم شکسته، تا ابد مری، پسران حاشیه‌نشین، من و پسرم - ماجراهای جدید برای کمیسر ویوالدی، اجساد ممتاز و واحد ضد مافیا اشاره کرد.